# Dorfkirche Buckow (Calau)

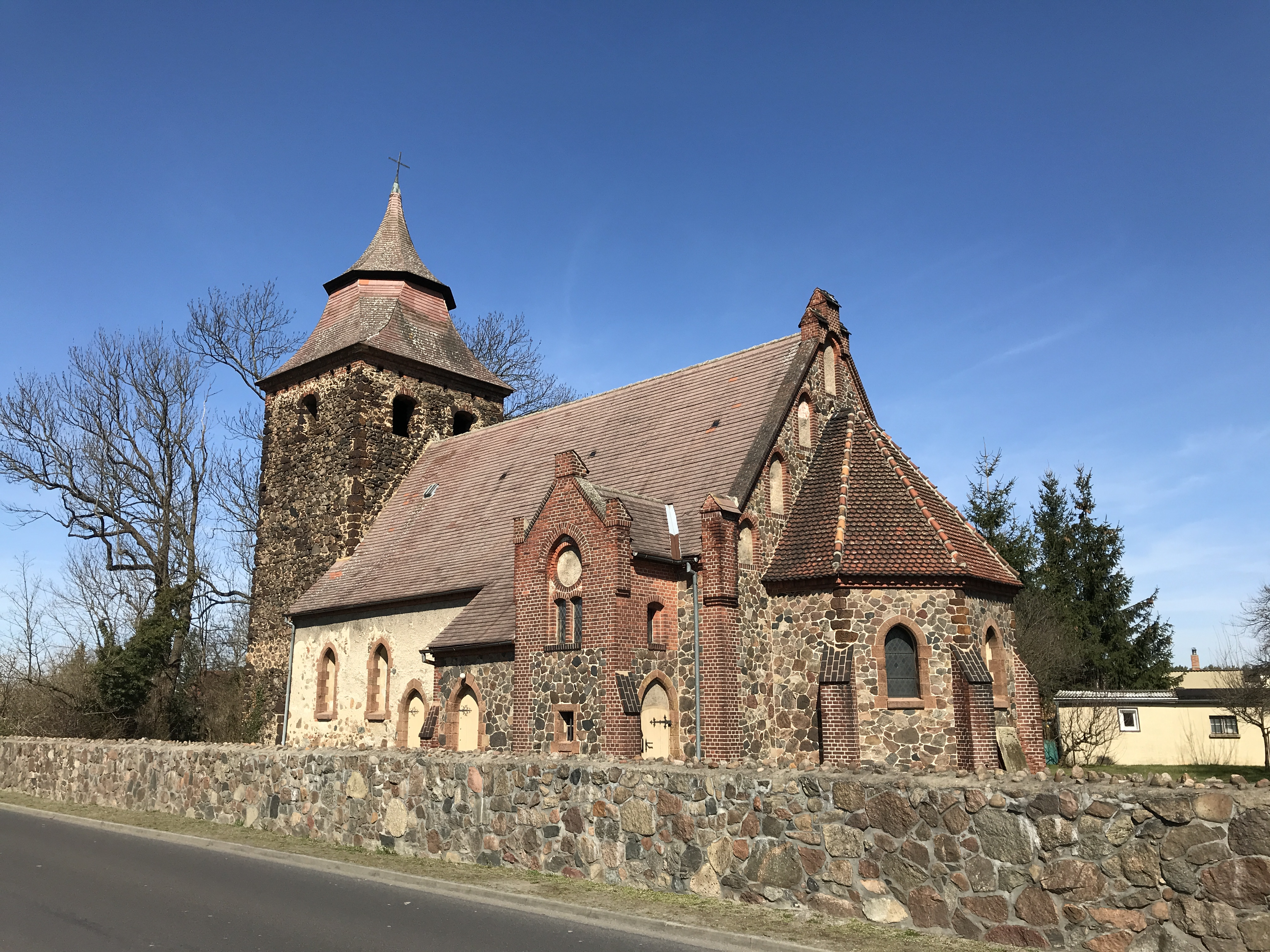
Dorfkirche Buckow

Die evangelische Dorfkirche Buckow ist eine Feldsteinkirche in Buckow, einem Ortsteil der Stadt Calau im Landkreis Oberspreewald-Lausitz im Land Brandenburg. Die Kirchengemeinde gehört zum Kirchenkreis Niederlausitz der Evangelischen Kirche Berlin-Brandenburg-schlesische Oberlausitz.

## Lage
Die Buckower Dorfstraße führt von Norden kommend auf den historischen Dorfanger zu. Dort steht das Bauwerk östlich der Straße auf einem Grundstück, das mit einer Mauer aus unbehauenen und nicht lagig geschichteten Feldsteinen eingefriedet ist. Einige Ecksteine bestehen aus rötlichem Mauerstein.

## Geschichte
Die Stadt gibt als Baudatum die Jahre „1346 bzw. 1450“ an. Das Dehio-Handbuch äußert sich unschärfer und spricht von einem Bau aus dem 14. Jahrhundert. Vermutlich 1671 errichteten Handwerker den Kirchturm. Von 1898 bis 1904 ließ die Kirchengemeinde den Sakralbau erheblich umgestalten. Er erhielt eine Apsis; Handwerker vergrößerten die Fenster. Außerdem wurde die gesamte Kirchenausstattung ausgetauscht.

## Baubeschreibung

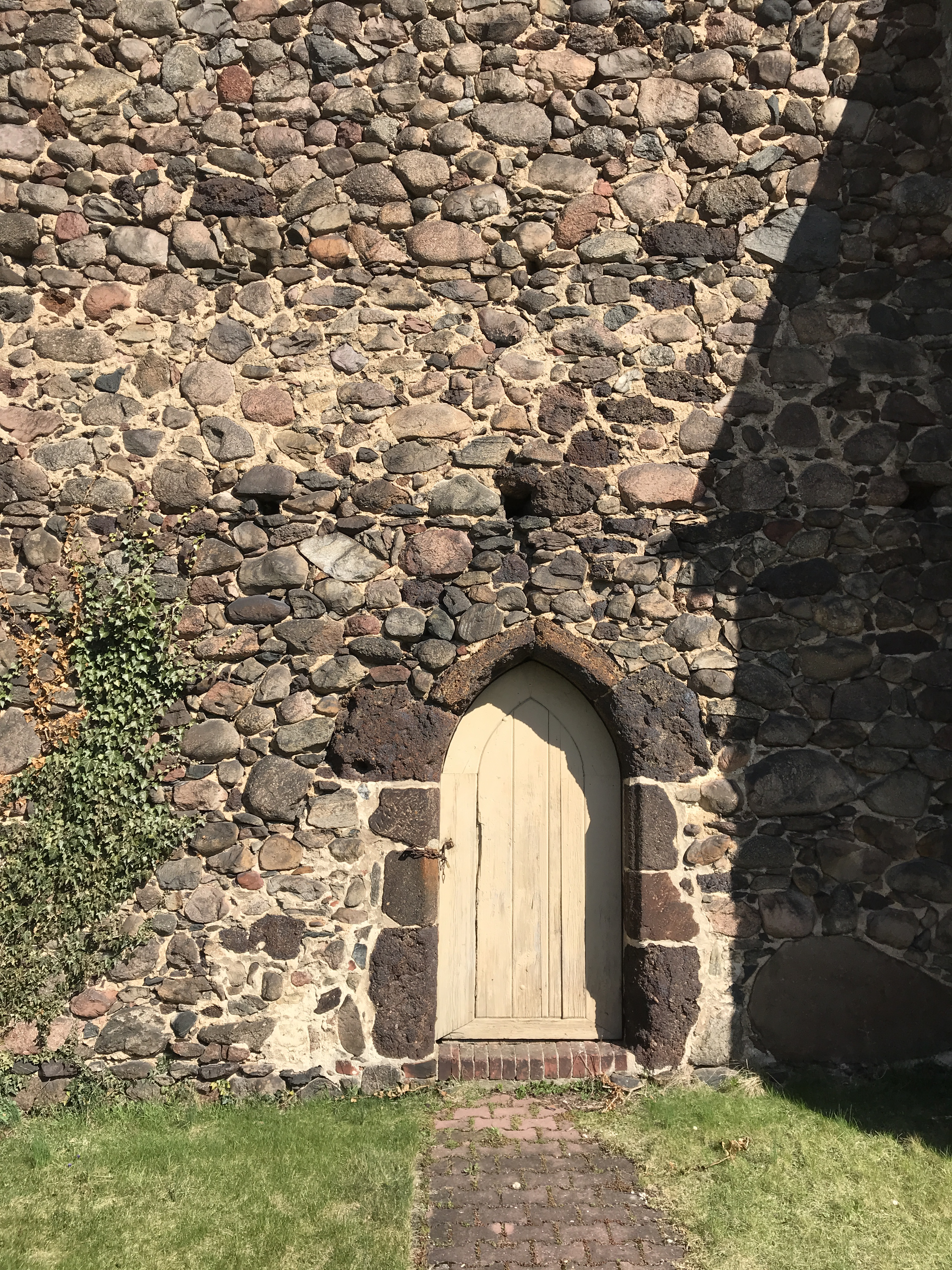
Portal am Kirchturm

Das Bauwerk wurde im Wesentlichen aus Feldstein errichtet. Einzelne Stilelemente führten die Baumeister mit Raseneisenstein oder Mauerstein aus, z. B. einige Laibungen der Portale bzw. die Strebepfeiler.
Die Apsis ist stark eingezogen und hat einen Fünfachtelschluss. Die Wände wurden aus vergleichsweise kleinteiligen Feldsteinen errichtet, die Ecksteine aus behauenen Raseneisensteinen. Zusätzlich sorgen Strebepfeiler aus rötlichem Mauerstein für Stabilität. Sie reichen bis in die Höhe der Kämpfer der Spitzbogenfenster, die im Scheitelfenster sowie den westlich bzw. östlich gelegenen Feldern eingearbeitet wurden. Die nördliche und südliche Wand ist geschlossen. Am Übergang zum Halbkegeldach ist ein umlaufendes Gesims aus zweifach getrepptem Mauerstein.
Der Chor ist gerade und nicht eingezogen. Der östliche Giebel ist aus kleinen Feldsteinen errichtet, in den insgesamt fünf aufsteigende Blenden eingearbeitet wurden, deren Laibung aus Mauersteinen besteht. An den östlichen Mauerecken ist je eine Fiale aus Mauerstein; aus diesem Material wurden auch die Ecken errichtet. Die nördliche Chorwand ist geschlossen und teilweise verputzt. Möglicherweise befand sich zu einer früheren Zeit dort ein Fenster oder gar ein Anbau. Auf der südlichen Seite ist ein derartiger Anbau, der sich über zwei Geschosse erstreckt. Er kann durch eine spitzbogenförmige Pforte von Osten her betreten werden. An der Südseite ist im unteren Geschoss ein kleines, rechteckiges Fenster. Während der untere Bereich aus Feldsteinen errichtet wurde, benutzten die Handwerker im oberen Geschoss sowie an den Gebäudeecken Mauerstein. An der Südseite ist eine große, spitzbogenförmige Blende, darin eine kreisförmige Blende unterhalb zweier gekuppelter Fenster. Je ein weiteres Fenster ist an der Nord- und Südseite des Anbaus, dessen Giebel ebenfalls mit Fialen verziert ist.
Das Kirchenschiff ist an der Nordseite vergleichsweise schlicht. Hier sind drei große, spitzbogenförmige Fenster, deren Gewände mit Raseneisenstein betont wird. Der Kämpfer ist ebenfalls hervorgehoben. An der Südseite ist in Richtung Chor ein weiterer, kleinerer Anbau mit einer Pforte an der Süd- und einem Fenster an der Westseite. An der südlichen Langhauswand sind ebenfalls drei große Fenster, zwischen dem mittleren und dem östlich gelegenen eine weitere Pforte. Am Übergang zur Dachtraufe ist ein umlaufendes Gesims aus Mauerstein. Das Satteldach ist, wie auch die Apsis und der Chor, mit Biberschwanz gedeckt.
Der Westturm hat einen annähernd quadratischen Grundriss und ist gegenüber dem Kirchenschiff leicht eingezogen. Er wurde – neben Ecksteinen aus Raseneisenstein – aus kleinen Feldsteinen errichtet und kann durch eine spitzbogenförmige Pforte von Süden her betreten werden. Diese Öffnung dürfte noch aus der Bauzeit der Kirche stammen. Die westliche Wand ist im unteren Bereich geschlossen. Öffnungen befinden sich erst im Glockengeschoss: zwei Klangarkaden an der Ostseite und je eine an den drei übrigen Seiten. Der Turmhelm wird im Dehio-Handbuch als mit „schöner, in doppeltem Anlauf konkav geschwungener Spitze“ beschrieben. Darauf ist ein Kreuz.

## Ausstattung
Die Kirchenausstattung ist einheitlich und stammt aus der Zeit um 1900. Das Bauwerk trägt in seinem Innern eine dreiseitig gebrochene Holzdecke.
Vor dem Scheitelfenster der Apsis steht ein Epitaph mit einer unleserlichen Inschrift. Am nördlichen Übergang zwischen Apsis und Chor sind mehrere historische Grabwangen. Östlich vor dem Gebäude erinnert ein Findling an die 600-Jahr-Feier des Ortes im Jahr 2008 sowie ein Gedenkstein an die Gefallenen der Kriege.